# عبد العزيز مندني
عبد العزيز مندني، ممثل ومخرج كويتي.

## أعماله

### في التلفزيون
- محطة انتظار (2018)
- غصون في الوحل (2019)
- أمنيات بعيدة (2019)
- لا موسيقى في الأحمدي (2019)
- رحى الأيام (2020)
- أمر إخلاء (2020)
- امر إخلاء 2 (2021)
- من بعدي الطوفان (2021)

### في المسرح
- الطفل الموهوب
- حب الأوطان
- أستاذ نزار وشباب الكشافة

### من الأفلام
- المربع الإلكتروني
- التسامح
- المنية
- طريق الهاوية

### من إخراجه
- مسلسل العافور
- مسلسل حارش وارش
- مسرحية أستاذ نزار وشباب الكشافة
- مسرحية حب الأوطان
- مسرحية عطايا السنين
- فيلم المربع الاكتروني
- فيلم التسامح
- فيلم المنية
- فيلم طريق الهاوية
- اوبريت سيرة وطن
- اوبريت بين مد وجزر يبقى العطاء مستمر